# 진보신당
진보신당(進步新黨)은 2008년에 창당하여 2012년에 등록 취소된 대한민국의 사회민주주의 정당이다.
2008년 3월 16일에 민주노동당에서 PD 성향을 정파외 가진 당원들이 민주노동당을 탈당, ‘진보신당’이라는 이름으로 창당하여 노회찬과 심상정 등이 초대 공동대표를 맡았다.
2009년 대한민국 재보궐 선거에 출마한 울산 북구의 조승수 후보가 민주노동당과의 후보 단일화를 통해 진보 진영의 단일 후보로 당선되면서 원내 정당이 되었고, 2010년 지방 선거의 책임을 지고 사퇴한 노회찬에 이어 조승수 의원이 대표를 맡았으나, 2011년에 진보대통합의 실패에 대한 책임을 지고 탈당하여 원외 정당이 되었다. 2011년 10월에 김은주 부대표 권한대행 체제와 김혜경 비상대책위원회를 거쳐, 2011년 11월 제4기 당대표단을 새로 뽑았다.
진보신당 시절에는 진보대통합 논의가 활발해지며 “2011년 9월 25일에 민주노동당과 진보신당의 통합진보정당을 출범한다”고까지 합의 되었으나, 뒤이어 열린 당대회에서 지도부가 합의안을 부결하여, 결국 진보대통합 논의는 무산되었으며, 이에 상임고문으로 있던 노회찬, 심상정 전 대표가 탈당하고, 이어 당의 유일한 국회의원이던 조승수 의원이 탈당하여 원외정당이 되었다.
9월 25일 열린 제6차 전국위원회를 통해 김혜경 고문을 위원장으로 하는 비상대책위원회 체제로 전환되었으며, 11월 21일부터 5일간 진행된 당 대표단 선거를 통해 신임 대표로 홍세화를 선출하였다.
2012년 4월 11일에 실시된 19대 총선 결과, 지역구와 비례대표 모두에서 의석 획득에 실패하는 한편, 정당득표에서도 등록 취소 요건 2% 미만인 1.13%를 얻어 등록이 취소되었고, 아울러 2016년까지 진보신당이라는 명칭도 사용할 수 없게 되었다. 이에 따라 진보신당은 녹색당 및 청년당과 함께 대한민국 정당법 제41조의 ‘등록 취소 정당의 동일당명 사용 금지’에 대한 헌법소원 청구서의 제출 및 동법 제44조의 ‘총선결과 2% 미만 득표 정당의 등록취소’에 대하여 중앙당 등록취소 처분 취소를 청구하는 행정소송을 제기하는 한편, 2012년 10월 22일 진보신당 연대회의라는 이름으로 창당준비위원회를 구성하였고, 2013년 7월에 노동당으로 재창당하였다.
재창당과는 별개로, 기존에 청구한 위헌법률심판 제청은 2012년 10월 26일에 서울행정법원에서 받아들여져, 2014년 1월 28일에 2% 미만의 정당 득표율을 획득한 경우에 정당의 등록을 취소하고 정당 명칭을 다음 선거 때까지 사용하지 못하도록 명시한 대한민국 정당법은 위헌이라는 헌법재판소의 결정이 나왔다.

## 역사

### 분당사태와 진보신당의 창당
민주노동당에는 어떤 다른 운동 단체보다도 크고 다양한 세력이 공존하고 있었다. 창당 주도세력인 노회찬 등 소위 평등파 계열부터 권영길을 중심으로 한 민주노총 세력, 87년 대선 당시 비판적지지론을 주장했던 자주파 계열 등 다양한 사회 운동세력을 포괄하고 있었던 것이다.
그런데 당 내에서 자주파의 세력이 커지고, 급기야 2004년 총선을 앞두고는 지역조직들과 주요 당권을 장악하면서 당내 다수파를 차지하였다. 자주파 계열이 당권의 많은 부분을 차지하는 과정에서 당내에서는 선거 과정이 충분히 민주적이지 못했다는 비난도 있었다.
이런 상황이 계속되던 2007년 대선에서 권영길 후보가 심상정(2위), 노회찬(3위) 두 후보를 누르고 대통령 후보에 선출된다. 이때 역시 자주파 대의원들의 많은 수가 권영길 후보를 지지했고, 이에 대해 결선 투표에 오른 심상정 후보의 지지자들이 자주파 계열의 패권주의적 행태를 비판한 바 있었다. 그러던 중 일심회 조작 사건이 발생하고, 대선에서도 당 지지율 및 2002년 대선보다 낮은 3%의 득표를 얻는 데 그치자, 당 내에서는 책임 소재를 놓고 논쟁이 벌어졌다.
당의 위기를 수습하기 위해 심상정 당시 국회의원이 비상대책위원장으로 임명되어 자주파 계열 당직자들이 친북 편향적이다고 했고 그들의 조직적 개입을이 있었다며 문제삼았고, 당 내부의 정파 패권주의를 청산하자는 주장을 골자로 하는 내용의 혁신안을 내놓았으나, 당 대의원의 다수를 차지하고 있는 자주파의 반발로 채택되지 못했다.
이 과정에서 실제로 자주파가 통일 문제만 전면적으로 내세우고 있는 것도 아닌데 평등파가 자주파를 '종북주의'로 딱지 붙였다는 논쟁, 자주파가 평등파의 비판을 인식하지 못하고 "더 친북해야 한다"는 구호를 외친 데 대한 논쟁, 자주파도 진보파도 아닌 당원들이 양 정파에게 두 정파가 패권주의적이라면서 비난하는 등이 벌어졌다.
비대위의 혁신안이 부결되자 평등파 성향의 많은 당원들이 민주노동당에서 탈당하여, 먼저 탈당한 조승수 전 의원 등이 추진하던 '새로운 진보정당 운동'과 함께 총선에 대응하기 위하여 진보신당을 창당하였다.

창당대회

### 첫 총선에서의 패배와 촛불정국
진보신당은 의미 있는 야당이 되기 위해 창당 이후 처음으로 치르는 2008년 총선 때 의석을 확보할 것을 목표로 하였으나, 지역구에서 단 한 명의 당선인도 배출하지 못하고 비례대표 지지율 역시 2.94%로 비례대표 분배 기준인 '지역구 5석 이상 또는 비례대표 지지율 3%'에 미달해 의회 진출에 실패하였다. 여론조사에서 줄곧 한나라당의 홍정욱 후보를 앞서던 노회찬 후보는 2천여 표의 근소한 차로 당선에 실패하였고, 민주당과의 후보 단일화 및 중앙당의 집중지원으로 당선을 노리던 심상정 후보 역시 후보 단일화 등이 무산된 가운데 재선에 실패하였다. 다만, 의석이 없는 다른 소규모 정당과는 달리 정당 지지율 2%를 넘겼기에 정당등록취소를 면할 수 있었으며, 정부의 정당보조금도 일부분 받을 수 있었다.
총선 이후 진보신당은 내부적으로는 총선용으로 만들어진 정당을 재창당하여 본격적인 틀을 잡아야 한다는 목소리가 높아졌다. 중앙당 측은 당 홈페이지를 통해 재창당에 대한 일반당원들의 의견을 물었으며 이런 작업의 일환으로 지난 2008년 5월 16일에는 재창당에 대한 평당원 토론회를 진행하였다. 그러나 미국산 쇠고기 수입 문제로 인해 광장에 나간 시민들을 당 차원에서 본격적으로 지원하기 시작하면서 재창당 논의는 잠시 중단되었다.

### '제2창당' 작업과 첫 정기당대회의 개최
촛불이 사그라들며 당 내부에서는 미뤄둔 '제2창당' 작업에 본격적으로 착수하자는 의견이 나타났다. 이와 관련하여 2008년 9월부터 당내의 의견을 모으기 위해 지역별 순회 토론회를 진행하였다. 토론회에서는 현재 진보신당이 내걸고 있는 '4대 가치'인 평등, 생태, 평화, 연대로는 이념지향을 드러내기 힘들며 사회주의, 사회민주주의, 반자본주의, 반제국주의, 사회주의와 사회민주주의의 통합, 생태주의, 여성주의의 복수(複數)의 이념 등을 가치에 포함해야 한다는 의견이 있었다. 또한 새로운 당명으로 진보당, 사회진보당, 초록사회당, 민중희망당 등의 안이 나왔다.
이를 바탕으로 2009년 3월 1일에 용산 구민회관에서 열린 첫 정기당대회 1차 대회에서는 현행 공동대표 체제를 임기 2년의 단독대표 체제로 전환하는 조직개편과 당명변경, 당 강령 개정, 재보궐선거 예비후보 선출 등이 결의되었다. 정기당대회 1차 대회의 결의에 따라 3월 23일부터 3월 27일까지 닷새간 당원투표를 실시했고, 그 결과가 3월 29일에 송파 구민회관에서 열린 정기당대회 2차 대회에서 발표되었다. 개표결과로 심상정의 불출마선언으로 단독출마한 노회찬이 당대표로 선출되고 윤난실 · 이용길 · 정종권 · 박김영희가 부대표로 선출되었다.
3월 29일의 정기당대회 2차 대회에서는 새로운 강령안도 통과되었다. 이 중 가장 큰 논란거리였던 당명변경은 3월 5일에 열린 당 대표단 회의 결과와 3월 18일에 열린 제15차 확대운영위원회의 결정에 따라 정기당대회 2차 대회에서 논의하지 않고, 지방선거 이후까지 현 명칭을 계속 사용하기로 결정했다.

### 4.29 재보선과 원내 진입
4. 29 재보선을 앞두고, 진보신당은 3월 1일의 정기당대회 1차 대회에서 울산 북구에 조승수를, 전주 덕진에 염경석을 후보로 내보낼 것을 결의하였다.

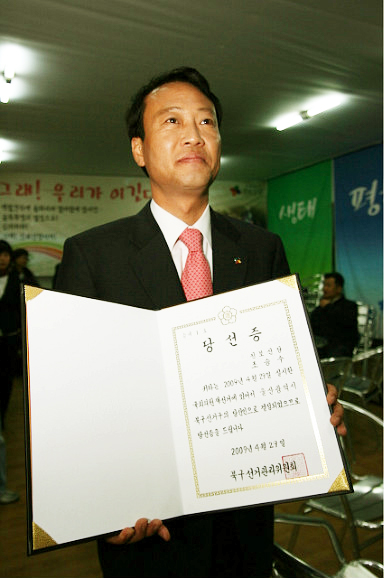
당선증을 들고 있는 조승수 의원

특히 울산의 경우, 2010년의 지방선거 및 4.29 재보선에서 선거연합을 하자는 2월 25일의 합의에 따라 민주노동당과의 후보단일화가 예정되어 있었다. 3월 12일자로 지난 제18대 총선을 통해 울산 북구에서 재선에 성공한 윤두환의 의원직 상실이 확정되자, 진보 양당은 3월 24일부터 단일화를 위한 예비협상을 시작했다. 양당 간의 일진일퇴의 협상 끝에 결국 4월 6일, 진보신당과 민주노동당은 후보단일화에 합의하였으나 이 합의는 민주노총 조합원 총투표를 둘러싼 양당 간의 이견과 조합원 총투표가 선거법에 저촉될 수 있다는 울산 선관위의 유권해석으로 난관에 부딪혔다. 그러나 4월 11일에 중앙선관위가 울산 선관위의 유권해석을 번복하는 새로운 유권해석을 내놓아 4월 12일에 다시 세부실무협상이 제기되었으나 여론조사의 범위를 두고 또다시 양당 간 의견 차이를 보였다. 이 과정에서 민주당의 김태선 후보가 "반 이명박 대연합을 위해 결단을 내렸다"며 양당간 후보단일화를 촉구하며 사퇴하였다.
난항을 겪던 단일화를 결국 선거를 며칠 앞둔 4월 23일 최종적으로 합의하였으나 세부 내용에 대해서는 선거전략상 발표하지 않았다. 이 결과, 4월 25일부터 26일까지 주말 동안 진행된 여론조사를 통해 4월 26일 저녁 조승수 후보가 단일 후보로 선출되었고, 김창현 후보는 다음날인 4월 27일 기자회견을 열고 이 결과에 승복하고 후보를 사퇴하였다.
4월 29일에 치러진 재보궐선거에서 조승수 후보는 49.2%의 지지를 얻어 울산 북구에서 당선되었고 전주 덕진에 출마한 염경석 후보는 같은 지역구에 출마한 무소속 정동영 후보의 압승으로 낙선하였다. 그러나 조승수의 당선으로 진보신당 연대회의는 의석을 얻어 원내정당으로 발돋움하였다. 원내 진입으로 진보신당은 국회 내에 사무실을 낼 수 있게 되었으며 대변인인 김종철을 통하여 현행 규정상 원내정당에게만 허락되는 국회 정론관 브리핑을 할 수 있게 되었다. 한편 국가로부터 받는 보조금도 1억 4천만원가량 증가하게 되었다.

### 용산 참사와 쌍용차 사태

#### 용산 참사
2009년 1월 28일에는 재개발에 반대하여 건물 옥상에 올라가 농성하던 영세 세입자들을 강제 진압하는 과정에서 화재사고가 일어나 다수의 사상자가 발생하는 용산 참사가 발생하였다. 진보신당 당원 중심의 미디어공동체인 칼라TV는 농성이 시작된 1월 19일부터 농성 거점지의 맞은편 빌딩에서 경찰과 용역의 불법 진압 행위를 감시하기 위한 활동을 펼치는 한편, 참사가 발생한 날에는 당시의 참혹한 광경을 촬영하여 시민들에게 사건의 진상을 알리기도 하였다. 참사 이후, 진보신당은 다른 야당들과 공조하여 검찰수사기록 공개 거부로 용산 참사의 진실을 밝히지 않으려는 정부와 여당을 상대로 진상규명운동을 벌였으며, 원외에서는 유가족들과 함께 진상규명을 위한 '3보 1배' 운동을 벌이기도 하였다.

#### 쌍용자동차 노동자들의 정리해고 반대투쟁

##### 단체 교섭 결렬로 인한 파업
노무현 정부 당시 쌍용자동차를 인수했던 상하이차의 매각 결정 이후, 경영이 불안해진 쌍용차는 2,646명 노동자에 대한 정리해고 계획을 단행했다. 여러 차례의 교섭에도 사측은 민주노총 금속노조 쌍용자동차 지부의 무급순환휴직(노동자들이 돌아가면서 월급을 받지 않고 쉼으로써 회사는 인건비를 줄이고, 노동자들은 정리해고로 일자리를 잃지 않게 하자는 구조조정 계획)을 받아들이지 않았고, 인건비를 줄여야 한다며 정리해고를 고집하여 단체교섭은 실패하였다.
2009년 5월 21일 쌍용차 노조는 부분 파업에 이어, 정리해고에 반대하는 대대적인 총파업 투쟁을 결의하게 된다. 이에 2009년 5월 31일에 사측이 경찰을 동원해 직장폐쇄라는 강경한 조치를 취하자, 조합원들은 해고노동자와 비해고노동자, 정규직(원청업체 노동자)과 비정규직(사내하청 노동자)의 구분없이 생존권을 지키기 위해 평택에 위치한 공장을 점거하고 정리해고에 반대하는 파업을 벌였다. 쌍용차 노조는 "함께 살자, 정리해고 반대!", "일자리는 생명이다!", "원·하청(정규직과 비정규직) 단결투쟁!" 등의 구호를 통해 이번 총파업이 계급투쟁임을 주장했다.

##### 쌍용자동차의 탄압
이 과정에서 사측과 경찰은 노조원들에 대한 식수 반입과 조합원들의 지병을 돌보기 위한 의료진 투입을 막았다. 또한, 헬기로 최루액과 가스를 비닐에 담아 도장공장에 뿌리고, 순간 전기충격기인 '테이저건'을 발사하는 등 지나친 대응으로 비판을 받았다. 이에, 한승수 당시 국무총리는 "의료진이나 식수는 인도적 차원에서 필요하다"며 후속조치를 취할 것을 지시하기도 했다. 그러나, 경찰의 진압이 계속되자 진보신당을 비롯한 야 3당과 원외정당인 사회당 등은 쌍용자동차 평택 공장 앞에서 '살인 진압 규탄대회' 등을 벌이며 함께 행동에 나섰다. 이 과정에서, 사측 직원들로 구성된 구사대가 당시 농성중이던 쌍용차 가족대책위, 정당 관계자, 시민사회단체 회원과 기자들을 상대로 무차별적인 집단 폭력을 행사해 많은 농성자들이 크게 다치는 일이 발생했다. 이에 쌍용차 노조원들은 어깨 동무로 인간띠를 만드는 평화 시위나, 아고라 등 인터넷 토론방에서 여론몰이에 대응하는 방식으로 대항했다.

### 2010년 6.2 지방선거와 뒤이은 노선 논쟁
6.2 지방선거를 앞두고 야5당(민주당, 국민참여당, 창조한국당, 민주노동당, 진보신당)과 4개 시민단체가 반MB연대를 목표로 '5+4 회의'를 결성하였으나, 지방선거를 앞두고 잠정 합의문을 거부하며 탈퇴한 진보신당은 노회찬 서울시장 후보가 독자 완주를 하고 심상정 경기도지사 후보가 유시민 후보를 지지하며 사퇴했다. 이 과정에서, 한명숙 서울시장 후보가 오세훈 후보에게 불과 4천여표, 0.6%p의 득표율 차이로 패하자 일부 네티즌들은 사퇴 및 단일화를 하지 않은 노회찬 후보(14만여표, 3.3% 득표)를 비난하였으며 일부 당원들은 탈당하기도 하였다. 이에 대해, 노회찬은 "내가 얻은 표는 개인에 대한 지지표라기보다는, 이명박 정부도 심판해야겠지만 ‘민주당도 어떤 책임을 물을 대상’이라는 생각이 분명한 분들의 표"라며 단일화 무산의 책임에 대해서도 "한 후보 쪽도 단일화를 위해 협상하자는 제안이 일절 없었다."며 양측 모두에게 책임이 있음을 강조했으며, 진보신당 김종철 대변인은 논평에서 "한나라당의 실정을 평가하지 못해 아쉽지만 진보신당은 한 후보나 민주당과는 엄연히 다른 정치를 추구해 왔기 때문에 진보신당 탓으로 돌리는 것은 수용하기 어렵다"는 입장을 밝혔다. 진보신당이 이념적으로 큰 차이가 있는 민주당과 무조건적인 단일화를 할 필요는 없었다는 의견이나, 민주당과 달리 이념성향이 뚜렷하고 지역주의 색채가 없다는 점에서 노회찬 후보의 표를 무시해선 안된다는 주장도 제기되고 있다.
한편, 진보신당은 이 선거에서 광역의원 3명, 기초의원 22명을 당선시켰으며, 광역 비례대표 득표율은 3.13%를 기록했다. 그 뒤, 6월 19일에 열린 제6차 전국위원회에서 심상정 경기도지사 후보의 사퇴 행위에 대해 처벌해야 한다는 "지방선거에서의 해당행위에 관한 특별결의문 채택의 건"이 제출되었으나 부결되었다. 그러나 경기도당은 7월 21일에 열린 당기위원회에서 심상정 전 후보에게 '1년 당원자격 정지'의 징계를 내렸고, 심상정은 8월 3일 재심을 청구했으며, 이에 8월 23일에 열린 중앙당 당기위원회에서 징계 수위는 '경고'로 낮춰졌다.
선거가 끝난 뒤, 김규항은 한겨레 칼럼 '오류와 희망'에서 진보신당이 패배한 이유를 "대중성 강박으로 인한 '프레임 오류'"라고 지적하며 "당장의 대중적 호응에 집착해 자유주의적 의제에 몰입해버리면 대중들은 '굳이 진보신당을 지지할 이유'를 잃게 된다"는 의견을 밝혔으며, 더불어 "(진중권을 비롯한) 자유주의자들이 촛불광장에서 활약한 덕에 당원이 늘었다지만, 그렇게 입당한 사람들은 지금 진보신당을 아예 자유주의 정당으로 만들고 싶어 한다"며 진중권을 비판했다. 이에 진중권은 씨네21 '진중권의 아이콘'-'양가죽을 쓴 늑대'에서 "(김규항이 자신에게 붙인)'진보신당의 당적을 가진 자유주의자'라는 딱지는 모욕을 위한 표현으로 보인다"며 김규항이 당원들에게 이념적 동일성을 강요하고 있다고 반박했고, 이에 대해 김규항은 자신의 블로그에 올린 일련의 글을 통해 "오히려 사회주의적 상상력이 '비현실적이고 어리석은 짓'이며 '80년 운동권의 화석'이자 '계급은 이미 존재하지 않는 개념'이라고 말하는 '배타적 자유주의자'들이 '이 시대의 반공주의자'"라고 말하며 진중권이 "자기보다 왼쪽에 있는 사람들이 '닭짓'을 하고 있다며 매도한다"고 다시 반박하고, 또한 "디지털 시대의 가장 세련된 좌파는 ‘디지털 시대엔 계급이 없다’고 말하는 사람이 아니라 디지털 시대의 계급적 억압과 착취의 양상을 꿰뚫어보며 그것에 현혹되지 않고 싸우는 사람"이라며 진중권을 비판했다.

### 2011년 당대회와 진보대통합
2011년 3월 27일, 진보신당은 정기당대회를 열어 '새로운 진보정당'을 비롯한 진로에 관한 내용을 논의했는데, 주로 결정된 사항은 다음과 같다.
- 새로운 진보정당은 북한의 핵 개발 문제, 3대 세습에 반대하며, 북한 인권 문제에 대한 비판적 입장을 견지한다.
- 2012년 총선과 대선을 앞두고 민주당 및 국민참여당 등 신자유주의 정치세력과 연합하자는 '야권 단일정당 건설', '연립정부론' 등이 제기되고 있으나, 이는 민주당을 중심으로한 변형된 수혈론이고, 새로운 진보정당이 갈 방향이 아니다.
- 새로운 진보정당이 건설될 수 있도록 적극적인 역할을 수행한다. 이를 위해 '새로운 진보정당 건설을 위한 추진위원회'를 설치한다.

당대회의 결정에 대해 조국 교수는 "현상황에서 독자노선은 패착"이라는 반응을 보였고, 진중권은 "정당이 무슨 사회주의 동호회인지, 아니면 좌익 보이스카웃 캠핑인지, 아니면 틴에이저 소셜리스트 카페인지, 도대체 뭘 하겠다는 건지 모르겠다"며 회의적인 시각을 보였다. 그러나 김규항과 한윤형 등은 이들의 발언이 "제국의 논조"이며 "애초의 원안 및 통과된 수정안의 내용은 보고 코멘트를 하고 있는 건지 모르겠다"며 비판하기도 했다.
2011년 5월에는 진보신당과 민주노동당, 사회당, 민주노총 등이 모인 '진보정치대통합과 새로운 진보정당 건설을 위한 진보진영 대표자 연석회의'가 열렸으나 조선민주주의인민공화국 비판과 분당의 원인이 되었던 패권주의에 관한 의견 차이로 쉽게 합의에 이르지 못했다. 특히 마지막까지 쟁점이 되었던 조선민주주의인민공화국 비판 문제에 대해, 이정희 민주노동당 대표는 "북한을 비판하지 않으면 '종북'이라는 논리는 분단의 이분법"이라는 의견을 보였다. 결국 사회당을 뺀 나머지 대표자가 서명한 '5.31 연석회의 최종합의문'에서, 종북주의와 패권주의에 관한 문구는 다음과 같은 수준에서 정리되었다.
- 북한 당국을 한반도 평화와 자주적 평화통일의 상대방으로 인정하되, 남과 북 정부 모두에 대해 자주적 태도를 견지하는 정당임을 분명히 한다.
- 6.15 정신에 따라 북의 체제를 인정하고, "북의 권력 승계 문제는 국민 정서에서 이해하기 어려우며 비판적 입장을 밝혀야 한다"는 견해를 존중한다.
- 당원들의 자발적 참여와 상호 소통을 일상화 하고, 당 운영에 있어 패권주의를 극복하고 당원들이 중심이 되는 민주적인 당 운영을 실현한다. 이를 위해 1인 1표제, 공동대표제, 합의제 존중의 원칙 등에 따라 당을 운영한다.

그러나 6월 11일 열린 진보신당 전국위원회 제4차 회의에서, 당대회 소집을 위한 '최종합의문 승인의 건'은 만장일치로 통과되었으나, 이와는 별개로 전국위원회의 '최종합의문에 대한 동의 여부'를 묻는 표결에는 일부 전국위원들이 안건 성립에 문제가 있다며 표결에 불참한 가운데 단 1명만 찬성함으로써 사실상 거부의 뜻을 나타냈다. 곧이어 6월 26일에는 제2차 임시당대회를 열고 다음과 같은 내용의 ‘진보신당 조직진로와 관련한 특별결의문’과 '제주 해군기지 공사중단 촉구 진보신당 특별결의문'을 통과시켰다.
- 5월 31일 타결된 <진보정치대통합과 새로운 진보정당 건설 대표자 연석회의 최종합의문>은 3월 27일 진보신당 정기 당대회에서 결정한 <새로운 진보정당 건설을 위한 종합실천계획>의 내용과 정신으로 볼 때 미흡하다는 것을 확인한다.
- 5.31 합의문은 이러한 미흡함에도 불구하고 연석회의에 참여한 제 정당 단체 대표자의 합의문이라는 점을 인정한다. 이후 2차 협상 결과와 5.31 합의문 등을 종합적으로 고려하여 8월말 전후 임시당대회를 통해 최종합의문에 대한 승인 여부와 당의 조직진로를 최종 결정한다.
- 진보신당은 정부와 해군의 막무가내 식 공사강행을 규탄하며, 지금 즉시 공사를 중지할 것을 강력히 촉구하고, 또한 해군기지 문제해결을 위한 국회 진상조사단의 활동을 보장하고 강정마을 주민과 평화를 사랑하는 시민단체의 의견을 받아들일 것을 요구한다.

2011년 8월 28일, 민주노동당 이정희 대표와 진보신당 조승수 대표는 “국민참여당 참여 문제를 놓고 진지한 논의를 하되, 합의가 되지 않더라도 ‘새로운 통합진보정당 추진위원회(새통추)’에 참가한 개인과 세력을 중심으로 다음달 25일 창당대회를 개최한다”는 내용이 포함된 ‘새로운 통합진보정당 건설을 위한 잠정 합의문’을 발표하고, 이어 9월 25일 통합진보정당을 출범하기로 합의했지만, 9월 4일 열린 제3차 임시당대회에서 ‘5.31합의문, 패권주의 극복과 민주적 당운영에 관한 부속합의서2, 당명‧강령‧당헌 등 2차 협상결과를 포함한 최종합의문’은 의결정족수인 3분의 2를 넘기지 못해 부결되었다. 이에 조승수 대표가 사퇴하고, 김은주 부대표가 권한대행을 맡아 비상대책위원회를 꾸리기로 하였으나, 위원 구성과 관련한 이견이 맞서면서 난항을 겪기도 했다. 또한, 9월 23일 노회찬, 심상정 상임고문은 "진보대통합을 계속하겠다"며 탈당했다. 이어 유일한 국회의원이었던 조승수 의원까지 탈당하면서, 진보신당은 원외 정당(의석이 없는 정당)이 되었다. 최근, 노회찬, 심상정, 조승수는 '새진보통합연대'라는 단체를 만들어 민주노동당, 국민참여당과 한꺼번에 통합을 추진한 결과, 통합진보당을 창당했다.
한편, 제4기 당 대표단을 뽑는 선거에는 언론인인 홍세화 전 <르몽드 디플로마티크> 편집인이 대표 후보로 출마했으며, 54.2%의 투표율에 98.4%의 높은 찬성률로 당선됐다. http://www.redian.org/news/articleView.html?idxno=24429%5B깨진+링크(과거+내용+찾기)%5D</ref>

## 조직 구성

### 중앙당 조직
진보신당은 크게 당 안팎의 문제에 대해 당의 입장을 결정하는 '의결 기구'와 의결 기구에서 결정된 사안을 집행하는 '집행부'로 구성된다. 의결 기구는 다시 당 대회와 전국위원회로 나뉘며, 집행부 역시 당 지도부와 부문위원회으로 나눌 수 있다.

#### 의결 기구[62]

##### 당대회
당대회는 진보신당의 최고 의결기관으로서 당의 대의원으로 구성된다. 강령과 당헌의 개정, 당의 합당과 해산, 재창당 등 조직의 진로를 결정할 수 있는 권한 등을 갖고 있다. 당 대의원은 당대표단, 당 소속 국회의원 및 광역자치단체장, 전국위원, 광역시·도당 위원장(수인인 경우 호선한 1인으로 함)과 지역별로 할당된 만큼 선출하는 '지역할당 선출 대의원'과 여성, 노동 등 부문별로 할당된 만큼 선출하는 '부문할당 선출 대의원' 및 일반 당원 중 추첨으로 선출되는 추첨 대의원으로 이뤄진다. 당 대의원의 임기는 2년이다.
당대회는 다시 정기 당대회와 임시 당대회로 나눌 수 있는데, 정기당대회는 2년마다 당대회 의장이 소집한다. 임시 당대회는 전국위원회의 의결이 있거나, 당대회 재적대의원 1/3이상의 요구가 있을 때, 의장이 60일 이내에 소집해야 한다.
당대회는 전국 대의원들의 참여로 이루지기 때문에, 안건에 대해 자신의 생각을 말하고 토론하는 언권은 대위원에게 주어진다. 하지만 평당원도 참관인으로 참여할 수 있다. 당대회의 안건과 당원들의 의견을 정리한 보고서는 미리 책으로 제작되어 참가자들에게 무료로 나누어주므로, 대회의 주제를 쉽게 이해할 수 있다.

##### 전국위원회
전국위원회는 당의 일상적인 의결기관으로서 당의 전국위원으로 구성된다. 전국위원은 당 대표단, 당 소속 국회의원, 광역시·도당 위원장(수인인 경우 호선한 1인으로 함), 지역할당 선출 전국위원, 부문할당 선출 전국위원 및 추첨 전국위원으로 구성된다. 전국위원은 당규의 제정과 개정, 주요정책 및 당 방침의 수립, 사무총장 및 정책위의장, 부문·과제별위원회 설치 및 위원장 인준, 당헌, 당규의 해석 권한 등을 갖고 있다. 당 전국위원의 임기 역시 대의원과 마찬가지로 2년이다.
전국위원회는 정기 전국위원회와 임시 전국위원회로 나눌 수 있는데, 정기 전국위원회는 분기마다 당대표가 소집한다. 임시 전국위원회는 당대표 또는 전국위원회 위원 재적 1/3이상의 요구가 있을 때 당대표가 소집한다.

#### 집행부

##### 당 지도부
당 대표단은 당 대표와 여성 2인을 포함한 4인의 부대표단으로 이루어진다. (부대표단 선출에 여성할당제가 적용되었다.) 당 대표는 사무총장 및 정책위의장 등 중요 당직자를 임명하고, 전국위원의 제청을 받아 전국위원회를 소집할 수 있는 강력한 권한을 가지고 있다. 당 대표와 부대표의 임기는 2년이다.
역대 당 대표는 다음과 같다.
| 대수 | 역대 대표 | 직함     | 임기                                | 비고                               |
| ---- | --------- | -------- | ----------------------------------- | ---------------------------------- |
| 1    | 심상정    | 상임대표 | 2008년 3월 1일 ~ 2009년 3월 29일    | 민주노동당 전 비상대책위원장       |
| 1    | 노회찬    | 상임대표 | 2008년 3월 1일 ~ 2009년 3월 29일    |                                    |
| 2    | 노회찬    | 대표     | 2009년 3월 30일 ~ 2010년 6월 10일   | 6.2 지방선거 부진으로 사퇴         |
| 3    | 조승수    | 대표     | 2010년 10월 16일 ~ 2011년 10월 6일  | 통합진보당 창당을 위해 탈당        |
| 4    | 홍세화    | 대표     | 2011년 11월 26일 ~ 2012년 10월 28일 | 대선 불참 결정에 사퇴              |
| 4    | 안효상    | 공동대표 | 2012년 3월 4일 ~ 2012년 10월 29일   | 사회당 대표, 대선 불참 결정에 사퇴 |
| 5    | 이용길    | 대표     | 2013년 2월 2일 ~ 2015년 1월 30일    | 노동당으로 당명변경                |

##### 부문위원회
부문위원회는 당에 주어진 과업의 해결을 위해 당원 및 당 내외의 활동가를 중심으로 조직된 단체이다. 현재 진보신당은 비정규직 문제를 다루는 비정규특별위원회와 태양광 발전 사업 등 당의 생태친화적 정책을 기획하는 녹색위원회, 노동 문제 해결을 위한 노동위원회(준)을 가지고 있으며, 최근 불거진 신종 플루 문제 및 의료보험 관련 정책 등 시민들의 건강에 대해 중점적으로 다루는 건강위원회와 여성·성적 소수자·장애인 등 사회적 소수자를 위한 정책을 생산하는 여성위원회와 성정치위원회, 장애인위원회 그리고 사회 진입단계에 있는 청년들의 문제에 대한 정책을 생산하고 활동하는 청년학생위원회, 청소년의 정치 주체화 실현과 한국 사회에서 청소년이란 위치에 놓일 때 당면하는 문제들을 위해 활동하는 청소년위원회를 운영하고 있다.

#### 정책연구소
국고보조금을 지원받는 모든 정당은 별도 법인으로 정책연구소를 설립하게 되어 있는 정당법 (제38조)에 따라, 진보신당은 2008년 9월, 사단 법인 형태의 '진보신당 정책연구소 미래상상' (약칭 '상상연구소')을 설립하였다. 2010년 3월 27일에는 명칭을 '진보신당 상상연구소'로 바꾸었다. 사무실은 중앙당이 위치한 서울 영등포구 양말산3길 19 대하빌딩 801호에 위치하고 있다. 상상연구소의 구성원은 아래와 같다.
- 이사장: 김상봉
- 소장: 노중기
- 부소장: 윤영상
- 이사: 강인순, 김기섭, 김영옥, 윤찬영, 장혜옥, 정태인, 조돈문
- 감사: 김정진

상상연구소는 중장기 정책 연구를 주 임무로 하고 있다. 당 정책위원회를 보조하여 정책위원회가 낼 입법안이나 정책 사업 기획의 기초 연구를 담당하며, 당의 중장기적 전략이나 정책 개발을 담당한다. 또한 당내 상임 정책연구위원 외에도 당 밖의 진보적 학자나 지식인, 활동가 등을 비상임 정책연구위원으로 조직해 정책 네트워크를 형성하는 역할도 맡고 있다. 또한 당 간부직을 대상으로 하는 교육과정을 개발하는 한편, 당의 이념 및 정책을 선전하는 단행본 등을 발간하고 있다.

#### 그 외
이밖에 당 내의 갈등과 마찰 및 불미스러운 사태를 해결하기 위한 당기 위원회를 두고 있다.

### 지역 조직
진보신당은 최근 창당한 울산시당, 경기도당,인천시당을 포함하여 모두 16개 시,도당이 활동하고 있으며, 진보신당 경기도당 부천당원협의회등의 지역당원협의회가 광역시도당 아래에 설치되었다. 경기도당의 경우 노회찬, 심상정 초청강연, 산우회등의 당원 소모임, 경기도의회에 초등학생 대상의 무상급식에 사용할 예산통과를 요구하는 시민 서명운동 및 서명명단의 경기도 교육청 제출등으로 진보신당, 당원, 지역 주민들간의 소통을 맡고 있다. 또한 진보신당 경기도당 부천당원협의회등의 지역조직에서도 가톨릭대학교 조돈문 교수, 성공회대학교 정태인 교수등의 진보적 지식인들을 초청하여 강연을 듣고 토론하는 당원교양교육 모임,소식지를 발간하여 진보신당을 알리는 일(문화사업)을 하고 있다.

## 강령

### '만남 강령'

#### 소개
진보신당은 2009년 3월 1일과 3월 29일에 열린 제1회 정기 당대회에서 강령 수정안을 의결하고, 이른바 '만남 강령'이라 명명된 새로운 강령을 마련했다. 이 강령은 크게 당의 이념과 원칙을 제시하는, 8개항으로 구성된 '전문'(前文)과 기존 진보신당의 정강(29개 테제)을 수정 확대하여 42개 항으로 구성된 '본문'으로 구성되어 있다.
진보신당은 이를 위해 지난 2008년 12월부터 '강령작성소위원회'(위원장 김상봉)을 꾸려 강령작성작업을 진행해왔으며, 당의 기본적인 행동방향이 될 강령의 전문(前文) 초안은 강령소위의 위원장인 김상봉이 작성하였다. 강령소위는 첫 정기당대회 전인 2009년 2월에 초안을 공개하고, 당원들의 의견을 수렴하여 2009년 3월 29일에 열린 제1회 정기당대회 2차 회의에서 최종수정안을 통과시켰다.
전문(前文)으로 미루어 볼 때, 진보신당은 '자본주의를 극복'(전문 3항)하려는 사회주의적 목표를 가지면서도 이러한 이념적 지향을 '정당정치와 결합'(전문 7항)시키겠다는 사회민주주의적 성격을 동시에 추구할 것으로 보인다. 또한 진보신당은 이번 강령에서 노동자 · 서민 뿐만 아니라 '여성 · 소수자의 정당이고 녹색정당'(전문 8항)이란 점을 분명히 하여 노동자와 서민을 전면에 내세워 그 이념적 색채를 분명히 하였던 기존의 진보정당에 비해 보다 더 넓고 유연한 이념적 스펙트럼을 가지고 있음을 보여주었다.

#### 주요 내용
- 재벌이 금융, 언론을 비롯해 사회 전 영역으로 권력을 확장하는 것을 제도적으로 차단한다.
- 재벌의 대기업 소유, 지배 구조를 해체하고 대안 기업 형태로 전환한다.
- 공공부문을 사유화하는 것을 중단하고 교육, 보건 등에서 공공부문을 확장한다.
- 일체의 금융산업화 정책을 중단하고 주요 은행 국유화 등을 통해 공공성을 강화한다.
- 진보신당은 조세에서 능력에 따른 세금 부담을 실현코자 한다.
- 진보신당은 핵발전소의 건설을 반대하며 단계적인 폐기를 주장한다. 또한 동북아 비핵화를 추진한다.
- 국·공립대학교를 확대하고 대학교 무상교육 실시를 추진한다.
- 진보신당은 생태적, 문화적인 이유로 공동 자산이 되어야할 토지와 주택용 토지에 대한 단계적 국공유화를 추진한다.
- 진보신당은 정당명부 비례대표제를 추진한다. 공직자 소환제, 참여 자치 영역 확대, 시민들과의 만남이 가능한 선거법등을 추진한다.

#### 만남 강령을 둘러싼 논란
만남 강령이 당대회를 통과하긴 하였으나, 이 과정에서 상당한 논란 역시 수반되었다. 가장 큰 논란은 바로 '강령의 친화성'에 대한 것이었다. 당 일각에서는 '현 강령안이 지나치게 어렵고 장황해 일반 대중들이 접근하기가 쉽지 않다.'는 주장이 일어났다. 또한 '강령의 이념적 불분명성'에 대해서도 논란이 일었는데, 당 내부의 정파 중 하나인 '사회민주주의 공개정파를 준비하는 모임'은 레디앙에 성명서를 내어 "'만남 강령'의 정치관은 지나치게 사변적이고 귀족적"이라 주장하고, 강령 본문의 일부 항목들에 대해서는 '비현실적이고, 급진적이며, 본말이 전도된 주장'이라 지적하며 당원들에게 강령 채택을 보이콧할 것을 주문했다.

## 비판과 평가
진보신당은 그 역사가 짧아 당의 정체성이나 지향점에 대한 학계 차원의 제대로 된 비판이나 평가가 없으나 다른 진보정당이나 단체 등을 중심으로 당의 방법론에 대한 담론들이 점차 생겨났었다.

### 민주노동당-통합진보당의 진보신당 비판과 평가
창당과정부터 현재까지 진보신당에 대한 가장 많은 비판과 평가를 내놓은 곳은 민주노동당이다. 진보신당이 민주노동당을 평등파(PD)와 자주파(NL)라는 '낡은 틀' 속에 갇혀 있는 정당이라고 지적하면서 탈당한 사람들을 중심으로 탄생하였기 때문이다.
- 민주노동당의 분열 과정 기간 동안 많은 수의 평등파 당원들이 자주파 당원들을 "당내 기득권을 차지하기 위한 패권주의와 종북주의에 매몰되어 정작 서민의 목소리를 대변하는 데 소홀했다"라고 비판하며 탈당하여 진보신당을 창당했다. 진보신당의 창당에 대해 민주노동당 측은 진보신당이 분열주의와 출세주의의 전형을 보이고 있다고 비판했다.
- 조선민주주의인민공화국에 대한 비판적 시각: 진보신당은 창당 전부터 북한의 독재정치, 인권 침해에 관련된 의견에서 대해서 민주노동당보다 한층 강도높은 비판을 할 것으로 예상되었으며, 실제로 그런 활동을 보인 바 있다. 이에 대해 민주노동당 측에서는 진보신당의 이러한 성향이 보수언론(조중동 등), 보수정당(한나라당, 자유선진당 등)의 반북적 성향과 맥을 같이한다고 비판하였다.[68]
- 2008년 대한민국 총선 과정에서 불거진 심상정 - 한평석(당시 통합민주당) 후보 단일화 문제에 대해 민주노동당의 국회의원 후보 김지희는 한미FTA와 비정규직 법안을 추진한 통합민주당과의 후보 단일화는 당장의 의석 수만 고려한 것이라 비판하였다.[69]

### 사회당의 비판과 평가
사회당의 최광은 대표는 진보신당이 2008년 9월 25일부터 전 당원을 대상으로 한 설문조사 결과와 관련, 진보적 인터넷 언론 매체인 '프로메테우스'에 기고한 글에서 "(이 설문조사의 결과는) 진보신당 역시 '사회주의냐, 사민주의냐'라는 낡은 문제설정에 갇혀있다는 일종의 자기고백이다"라고 평했다.

### 그 외
- 레디앙은 2008년 10월 20일 이명박 정부가 내놓은 '국제금융시장 불안 극복방안'과 관련해 진보신당이 논평을 발표하지 못한 점을 대표적인 사례로 들어, 진보신당이 제대로 된 경제 정책을 발표하지 못하는 것을 볼 때 당 내부에 경제정책 전문가가 없는 게 아니냐고 꼬집었다.[71]
- '노동자 진보정당 건설 추진위원회'(약칭 '노건추')의 양경규 공동대표는 현재의 진보신당이 민주노동당에 대한 정확한 평가와 평가에 기반한 강령, 새 정체성, 새로운 토대 구축을 이루지 못하고 있다고 평가했다.[72]
- 인권재단 '사람'의 박래군 상임이사는 진보신당이 주최한 진보정치 10년 평가토론회 6회차에서 "진보신당의 4가지 가치(평등 · 생태 · 평화 · 연대)가 성공하면 역사적 기여를 하는 것인데, (진보신당에게는) 경제성장주의를 넘어서 대중을 어떻게 설득할 것인가, 대중에게 '이게 우리 요구'라고 말할 수 있는 이야기거리가 아직까지는 없다"라고 말했다.[73]
- 최태욱 한림국제대학원대학교 국제학과 교수는 《창비주간논평》에 기고한 '민주 · 개혁 · 진보 정치가들을 위한 제언'이란 글에서 '민주당은 아직도 (신자유주의의 대안을) 구상중에 있다고 하며, 다른 두 당(진보신당과 민주노동당)의 경우는 이상적이기는 하나 일반 시민의 입장에서 보면 현실감이 떨어지거나 너무 복잡한 내용의 것을 말하고 있다'라고 지적하면서 '(민주당 · 민주노동당 · 진보신당을 포함한) 우리의 반신자유주의 정치세력들은 시민들이 쉽게 공감하고 기꺼이 지지를 모아줄 수 있을 만한 현실적 대안을 내놓고 있지 못하다'라고 말했다.
- 진보신당 당원이었던..진중권 교수는 29일 트위터를 통해, 지난 27일 진보신당 당대회에서 민주노동당과의 통합에 소극적인 이른바 ‘독자정당파’가 낸 ‘2011년 당 종합실천계획 수정동의안’이 통과된 데 대해 쓴소리를 퍼부었다.

　진씨는 “정당이 무슨 사회주의 동호회인지, 아니면 좌익 보이스카웃 캠핑인지, 아니면 틴에이저 소셜리스트 카페인지, 도대체 뭘 하겠다는 건지 모르겠다”며 “그냥 하던 대로 하자, 그래 놓고 그걸 승리라고 자화자찬하고 자축들 하고 앉았으니...휴...”라며 답답한 마음을 토로했다.

## 주요 사건

### 2008년 촛불 집회 참여
진보신당은 이명박 정부의 한미 쇠고기협상 논란이 불거지던 초반부터 줄곧 이명박 정부의 정책에 비판적인 입장을 견지해 왔다. 촛불 집회를 5월 9일부터 진중권, 정태인, 심상정, 노회찬, 김부선, 조승수, 이명선 등의 사회로 집회 생중계, 시민 인터뷰, 기타 프로그램 등을 인터넷 생방송으로 진행하여 촛불 집회 참여자들의 많은 호응을 받았다. (이것이 '진보신당 칼라TV'이다.)
방송 이외에도 연행자 면회 및 경찰서 항의 방문, 연행 과정에서 벌어지는 행위들에 대한 법률적 자문, 중간에 참여하고자 하는 시민들을 위한 중앙당 상황실 개설 등의 활동을 하였다.

### 특수임무수행자회의 당사 난입 및 폭행 사건

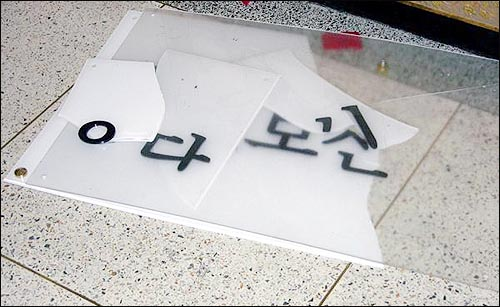
특임자회의 당사 난입으로 깨진 진보신당 현판

2008년 7월 1일 밤 10시 경 특수임무수행자회(이하 '특임자회') 사무총장과 소속 회원 5명이 진보신당 당사를 난입하여 당직자 및 당원들을 폭행하고 당사 현판과 같은 집기를 부수는 등 난동을 피웠다. 이 과정에서 칼라TV 진행자인 진중권 중앙대 겸임 교수 등 8명이 폭행을 당했으며, 진보신당은 이들에게 폭행당한 당원 중 2명이 병원에 입원했다고 밝혔다. 이에 특임자회측은 술을 마시고 진보신당 앞을 지나가던 중 우발적으로 일어난 사건이며, 진중권 교수가 노컷 뉴스에 특수임무수행자회의 위령제를 “‘북파 공작원의 개그쇼’라고 폄하하는 발언에 분노하고 있었다”라고 해명했다. 사실 특수임무수행자회의 진보신당 관계자 및 당원에 대한 폭행은 이번 사건이 처음이 아니며 지난 2008년 6월 6일에도 서울시청 앞 광장에서 위령제를 끝내고 가는 특임자회 회원에게 인터뷰를 시도하던 칼라TV 제작진에 폭력을 행사하여 이미 당원 1명의 코뼈가 부러진 바 있었다. 한편, 이번 당사 난입 폭행사건에 대해 진보신당은 백색 정치 테러로 규정하는 논평을 내고 경찰의 엄정한 수사를 촉구하는 동시에, 특수임무수행자회의 무차별적 폭력에 대해 규탄하였다.
이후 특수임무수행자회는 진보신당에게 사과하였지만, 진중권의 칼럼에 대해서는 명예훼손을 이유로 소송을 제기하였다.
결국 2008년 9월 9일, 이 사건으로 특임자회의 사무총장과 회원 한 명은 각각 징역 10월과 벌금 500만원을 선고받았다. 진중권에 대한 명예훼손에 관해서도 2009년 4월 5일 법원으로부터 '특수임무수행자회를 비판한 진중권에게는 손배책임 없다'며 원고패소 판결을 받았다.

### 헌정회 육성법 개정안 및 연평도 사건 대북 규탄 결의안 반대 표결
2010년 2월 24일, 65세 이상 전직 국회의원들에게 평생동안 매월 ‘품위유지비’ 130만원을 지급하는 ‘헌정회 육성법 개정안’이 국회 본회의에서 재석 의원 만장 일치에 가깝게 통과된 사실이 뒤늦게 드러나 국민들의 분노를 사던 가운데, 진보신당의 조승수 의원과 창조한국당의 이용경 의원이 반대표를 던져 눈길을 끌었다.
2010년 11월 25일, 국회 본회의는 북한의 연평도 군사 도발에 대한 ‘북한의 무력도발행위 규탄 결의안’을 통과시켰는데, 재적의원 298명 중 271명이 표결에 참여한 가운데 찬성은 261명, 기권은 민주노동당 의원 4명을 포함한 9명이었고, 진보신당의 조승수 의원이 유일하게 반대표를 행사했다. 조승수 의원은 “북한의 군사적 도발행위에 대한 규탄은 전적으로 찬성하며 북한정권의 잘못된 행위에 대해서도 옹호할 생각이 없다”며, 다만 “북한의 군사도발에 대해서는 규탄하더라도 국회에서 이 문제의 원인을 짚어내고 항구적으로 평화체제를 어떻게 건설할지 분명히 담아내야 한다”고 주장했다. 이에 네티즌들 사이에서는 찬반 논란이 거셌다.

## 정당 현황
대한민국 중앙선거관리위원회에서 매년 말 발표하는 '정당의 활동개황 및 회계보고'를 통해 살펴본 진보신당의 현황은 아래와 같다.

### 당원수
진보신당의 당원은 독일 사회민주당처럼 당비를 납부하는 대신 의결권이 있는 진성당원제이며, 2008년에서 2011년까지 당원수는 다음과 같다.
| 연도별 | 당원수 | 분포비(%)1) | 등록된 시·도당수 | 시·도당 평균당원수 |
| ------ | ------ | ----------- | ---------------- | ------------------ |
| 2008년 | 15,260 | 0.4         | 7                | 2,180              |
| 2009년 | 16,213 | 0.4         | 8                | 2,027              |
| 2010년 | 25,819 | 0.5         | 12               | 2,152              |
| 2011년 | 24.381 | 0.5         | 14               | 1,742              |

1) 분포비는 그 해에 조사된 대한민국의 전체 정당 가입자 가운데 진보신당의 당원이 차지하는 비율을 뜻한다.

#### 시·도당별 당원수
| 연도별 | 합계   | 서울  | 부산  | 대구  | 인천  | 광주  | 대전  | 울산  | 경기  | 강원  | 충북 | 충남  | 전북  | 전남 | 경북  | 경남  | 제주  |
| ------ | ------ | ----- | ----- | ----- | ----- | ----- | ----- | ----- | ----- | ----- | ---- | ----- | ----- | ---- | ----- | ----- | ----- |
| 2008년 | 15,260 | 5,206 | 1,497 |       | 1,248 |       |       |       | 2,819 | 1,129 |      | 1,448 |       |      |       | 1,913 |       |
| 2009년 | 16,213 | 5,807 | 1,211 |       | 1,376 |       |       | 1,044 | 3,296 | 1,141 |      | 1,232 |       |      |       | 1,106 |       |
| 2010년 | 25,819 | 8,546 | 1,298 | 1,005 | 1,284 | 1,123 | 1,200 | 1,063 | 4,118 | 1,121 |      | 1,445 |       |      | 1,106 | 2,510 |       |
| 2011년 | 24,381 | 6,682 | 1,638 | 1,014 | 1,085 | 1,034 | 1,100 | 1,017 | 2,500 | 1,072 |      | 1,396 | 1,058 |      | 1,047 | 2,668 | 1,070 |

※ 공란은 당해 현재 시·도당이 등록되지 않은 곳이다.

### 당비납부 현황
당원들의 당비만으로 운영하는 것을 원칙으로 하며, 소득액수에 맞추어 일정한 금액을 당비로 납부한다. 당비는 당원이 약속한 납부날짜에 자동으로 이체된다.
| 연도별 | 당원수 | 납부자수 | 납부자수 | 납부자수 | 당비납부 비율(%) | 전년대비 증감 | 당비납부비율 순위 |
| 연도별 | 당원수 | 합계     | 중앙당   | 시·도당  | 당비납부 비율(%) | 전년대비 증감 | 당비납부비율 순위 |
| ------ | ------ | -------- | -------- | -------- | ---------------- | ------------- | ----------------- |
| 2008년 | 15,260 | 9,891    | 0        | 9,891    | 64.8             | -             | -                 |
| 2009년 | 16,213 | 13,231   | 0        | 13,231   | 81.6             | 3,340         | 1위               |
| 2010년 | 25,819 | 20,051   | 0        | 20,051   | 77.7             | 6,820         | 1위               |
| 2011년 | 24,381 | 16,613   | 0        | 16,613   | 68.1             | (-1,438)      | 1위               |

### 유급사무직원 수 현황
| 연도별 | 구분   | 1월 | 2월 | 3월 | 4월 | 5월 | 6월 | 7월 | 8월 | 9월 | 10월 | 11월 | 12월 | 평균 |
| ------ | ------ | --- | --- | --- | --- | --- | --- | --- | --- | --- | ---- | ---- | ---- | ---- |
| 2008년 | 중앙당 |     |     | 30  | 30  | 51  | 80  | 67  | 55  | 58  | 59   | 47   | 47   | 52   |
| 2008년 | 시도당 |     |     | 9   | 10  | 12  | 13  | 19  | 18  | 18  | 22   | 22   | 23   | 17   |
| 2008년 | 합계   |     |     | 39  | 40  | 63  | 93  | 86  | 73  | 76  | 81   | 69   | 70   | 69   |
| 2011년 | 중앙당 | 45  | 43  | 43  | 44  | 45  | 41  | 42  | 42  | 45  | 30   | 31   | 43   | 38   |
| 2011년 | 시도당 | 52  | 53  | 51  | 50  | 54  | 50  | 53  | 56  | 54  | 40   | 38   | 38   | 46   |
| 2011년 | 합계   | 97  | 96  | 94  | 94  | 99  | 91  | 95  | 98  | 99  | 70   | 69   | 81   | 84   |

### 주요회의 개최상황
| 연도별 | 전국대의원 대회 | 전국위원회 | 당무회의 (간부회의) | 비고 (기타회의)                             |
| ------ | --------------- | ---------- | ------------------- | ------------------------------------------- |
| 2008년 |                 |            | 5                   | 창당대회 1회 확대운영위원회 12회 정책위 6회 |
| 2009년 | 2               | 5          | 28                  | 정책위 수시                                 |
| 2010년 | 1               | 8          | 35                  | 정책위 수시                                 |
| 2011년 | 3               | 7          | 65                  | 정책위 수시                                 |

### 당내 계파
레디앙은 진보신당 내부 계파를 녹색사회주의연대, 하나로파, 진보통합파, 독자파, 구사회당계 등으로 분류했다.
- 녹색사회주의연대 : 사회당과의 통합 이전 진보신당의 중심 세력이었던 '평등사회로 전진하는 활동가 연대' 등.
- 하나로파 : 진보대통합을 둘러싼 논쟁 국면에서 진보신당의 분열에 반대했던 세력
- 진보통합파 : 진보대통합에 찬성했으나, 노회찬, 심상정 등이 탈당했을 때 이에 합류하지 않은 세력.
- 구사회당계 : 통합 이전 사회당 출신 세력.

## 주요 선거 결과

### 국회의원 선거
|  | 0% |

|  | 2.94% |

|  | 0% |

|  | 0% |

|  | 1.13% |

|  | 0% |

### 지방선거
|  | 0% |

|  | 0% |

|  | 0.39% |

|  | 0.76% |

## 역대 당 대회

### 진보신당 연대회의 창당대회
2008년 3월 1일, 진보신당 창당대회는 당 대회를 최고의결기관으로 하고 지역 및 부문 당원협의회를 두는 당헌과 정강정책을 확정한 뒤 창준위 결정에 따라 심상정 전 의원과 노회찬 전 의원을 상임공동대표로 선출하고, 대한민국 제18대 총선 비례대표 후보 내정자 명단을 발표했다.

### 2009년 진보신당 연대회의 정기 당 대회
2009년 3월 1일에 열린 창당 이후 첫 정기당대회 1차 대회에서는 현행 공동대표체제를 임기 2년의 단일대표 체제로 전환할 것과 당대표 아래에 부대표 4인(여성최소 2인)을 두는 조직개편안이 확정되었다. 특히 신임대표의 권한을 강화하기 위해 사무총장과 정책위의장 등 주요당직자의 임명권한을 부여하기로 했다. 1차 대회가 열린 지 닷새 후인 3월 6일에는 상임공동대표인 심상정의 당대표단 경선 불출마 선언이 있었다. 이에 후보자 등록 마감 결과, 당대표에는 노회찬 상임공동대표가 단독후보로 공고되었고, 부대표 후보로는 일반명부 후보는 정종권 현 집행위원장과 이용길 전 진보신당 조직위원장 이상 2인이, 여성명부 후보로는 박김영희 현 공동대표, 최현숙 현 성정치부문 확대운영위원, 윤난실 현 광주시당 공동대표 이상 3인이 후보등록을 마쳤다.

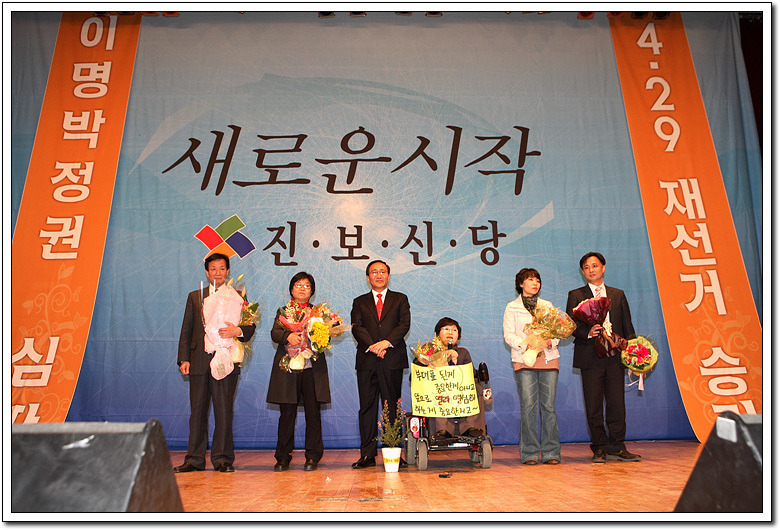
2009년 대표단 선거에 출마한 후보들(왼쪽부터 이용길, 최현숙, 노회찬, 박김영희, 윤난실, 정종권)

3월 29일의 정기당대회 2차 대회에서는 이들에 대한 선거를 진행하였다. 선거 결과, 당대표 단독후보인 노회찬 후보를 찬성 97.9%로 신임 당대표로 내정하였고, 부대표 후보는 일반명부 후보인 정종권과 이용길 후보가 각각 찬성 93.3%와 94%의 득표율로 당선되었다. 한편 여성명부는 박김영희 후보가 1,873표를, 최현숙 후보가 1,483표를, 윤난실 후보가 3,195표를 득표하여 박김영희, 윤난실 후보가 당선되었다.
| 후보자명 | 출마분류 | 출마명부 | 득표율 | 득표수(명) | 결과              | 비고     |
| -------- | -------- | -------- | ------ | ---------- | ----------------- | -------- |
| 노회찬   | 당대표   |          | 97.9%  | 6,513      | 당선              | 찬반투표 |
| 정종권   | 부대표   | 일반명부 | 93.3%  | 5,724      | 당선              | 찬반투표 |
| 이용길   | 부대표   | 일반명부 | 94.0%  | 5,265      | 당선              | 찬반투표 |
| 윤난실   | 부대표   | 여성명부 | 48.8%  | 3,195      | 당선 (3명 중 1등) | 경선     |
| 박김영희 | 부대표   | 여성명부 | 28.6%  | 1,873      | 당선 (3명 중 2등) | 경선     |
| 최현숙   | 부대표   | 여성명부 | 22.6%  | 1,483      | 낙선 (3명 중 3등) | 경선     |

3월 29일의 정기당대회 2차 대회에서는 새로운 강령안도 통과되었다. 이 중 가장 큰 논란거리였던 당명변경은 3월 5일에 열린 당 대표단 회의 결과와 3월 18일에 열린 제15차 확대운영위원회의 결정에 따라 정기당대회 2차 대회에서 논의하지 않고, 지방선거 이후까지 현 명칭을 계속 사용하기로 결정했다.

### 2010년 진보신당 임시 당 대회
2010년 6월 2일에 실시된 지방 선거에서 결과가 예상보다 부진하자, 노회찬 대표를 비롯한 당 대표단은 전원 사퇴하였다. 이에 2010년 9월 5일에 열린 임시당대회에서는 새로운 지도부를 선출하기로 결의하고, 다음날인 9월 6일에는 중앙선거관리위원회가 구성되며 본격적인 당 대표단 선거일정에 돌입하였다. 9월 15일부터 9월 17일까지의 후보자 등록 기간 동안 대표 후보에는 조승수가 단독 등록하였다. 부대표 후보의 경우에는 2인을 선출하는 일반명부에 김정진과 박용진이, 마찬가지로 2인을 선출하는 여성명부에 윤난실, 김은주가 등록하였다. 이에 따라 제3대 대표단 선거는 모두 찬반 투표로 진행되었다.
선거 결과, 당권자 10,561명 중 5,804명이 투표하여 총 투표율 55.0%를 투표기간 연장없이 달성하였으며, 조승수 대표 후보가 96.1%를 득표해 당선되었다. 부대표 후보들은 김은주가 94.4%, 윤난실이 95.4%, 김정진이 95.3%, 박용진이 88.7%를 득표하며 전원 당선되었다.
| 후보자명 | 출마분류 | 출마명부 | 찬성율 | 찬성수(명) | 반대수(명) | 무효수(명) | 결과 |
| -------- | -------- | -------- | ------ | ---------- | ---------- | ---------- | ---- |
| 조승수   | 당대표   |          | 96.1%  | 5,551      | 225        | 28         | 당선 |
| 김은주   | 부대표   | 여성명부 | 94.4%  | 5,210      | 305        | 289        | 당선 |
| 윤난실   | 부대표   | 여성명부 | 95.4%  | 5,257      | 251        | 296        | 당선 |
| 김정진   | 부대표   | 일반명부 | 95.3%  | 5,212      | 252        | 340        | 당선 |
| 박용진   | 부대표   | 일반명부 | 88.7%  | 4,946      | 630        | 228        | 당선 |

### 2011년 진보신당 정기 당 대회
2011년 3월 27일, 진보신당은 정기당대회를 열어 '새로운 진보정당'을 비롯한 진로에 관한 내용을 논의했는데, 주로 결정된 사항은 다음과 같다.
- 새로운 진보정당은 북한의 핵 개발 문제, 3대 세습에 반대하며, 북한 인권 문제에 대한 비판적 입장을 견지한다.
- 2012년 총선과 대선을 앞두고 민주당 및 국민참여당 등 신자유주의 정치세력과 연합하자는 '야권 단일정당 건설', '연립정부론' 등이 제기되고 있으나, 이는 민주당을 중심으로한 변형된 수혈론이고, 새로운 진보정당이 갈 방향이 아니다.
- 새로운 진보정당이 건설될 수 있도록 적극적인 역할을 수행한다. 이를 위해 '새로운 진보정당 건설을 위한 추진위원회'를 설치한다.

### 2011년 6월 진보신당 임시 당 대회
2011년 6월 26일, 진보신당은 임시당대회를 열고 다음과 같은 내용의 ‘진보신당 조직진로와 관련한 특별결의문’과 '제주 해군기지 공사중단 촉구 진보신당 특별결의문'을 통과시켰다.
- 5월 31일 타결된 <진보정치대통합과 새로운 진보정당 건설 대표자 연석회의 최종합의문>은 3월 27일 진보신당 정기 당대회에서 결정한 <새로운 진보정당 건설을 위한 종합실천계획>의 내용과 정신으로 볼 때 미흡하다는 것을 확인한다.
- 5.31 합의문은 이러한 미흡함에도 불구하고 연석회의에 참여한 제 정당 단체 대표자의 합의문이라는 점을 인정한다. 이후 2차 협상 결과와 5.31 합의문 등을 종합적으로 고려하여 8월말 전후 임시당대회를 통해 최종합의문에 대한 승인 여부와 당의 조직진로를 최종 결정한다.
- 진보신당은 정부와 해군의 막무가내 식 공사강행을 규탄하며, 지금 즉시 공사를 중지할 것을 강력히 촉구하고, 또한 해군기지 문제해결을 위한 국회 진상조사단의 활동을 보장하고 강정마을 주민과 평화를 사랑하는 시민단체의 의견을 받아들일 것을 요구한다.

### 2011년 9월 진보신당 임시 당 대회
2011년, 9월 4일, 진보신당 지도부는 임시 당 대회를 열고 민주노동당과의 통합 과정의 '5.31합의문, 패권주의 극복과 민주적 당운영에 관한 부속합의서2, 당명‧강령‧당헌 등 2차 협상결과를 포함한 최종합의문'의 승인을 요청했으나, 재적 대의원 410명 중 222명(54.1%)의 찬성을 얻어 13표 차이로 정족수인 2/3를 넘지 못해 최종 부결되었다.
이에 따라 통합을 추진하던 조승수 대표단을 비롯해 노회찬, 심상정 상임고문 등 통합파 상당수가 잇따라 탈당, 새진보통합연대를 구성해 통합진보당을 창당함에 따라 진보신당은 원외 군소정당으로 전락했다.

### 2011년 10월 진보신당 임시 당 대회
3기 지도부의 일부가 탈당해 당적을 통합진보당으로 옮긴 뒤 진보신당은 4기 지도부를 선출했다.
2011년 11월 21일부터 25일까지 진행된 지도부 선거에서 홍세화가 98.4%의 찬성률로 대표에 당선됐다. 약 8천명의 당권자 중 4290명이 참가해 투표율은 54.2%였다. 부대표로는 김선아, 심재옥, 강상구, 김종철이 당선됐다.

### 진보신당-사회당 통합당원대회
2012년 3월 4일, 진보신당과 사회당은 통합당원대회를 열고 합당을 승인했다.

### 2012년 진보신당 당직 총선거
2012년 대선 직전 홍세화-안효상 공동대표는 당의 대선불참 결정에 책임을 지고 사퇴했다. 진보신당은 대선 이후인 2013년 2월 5기 지도부를 선출했다.
| 득표순위 | 이름     | 득표수   | 득표율 | 비고    |
| -------- | -------- | -------- | ------ | ------- |
| 1        | 이용길   | 1,718    | 43.8%  | 당 대표 |
| 2        | 김현우   | 1,134    | 28.9%  |         |
| 3        | 금민     | 1,070    | 27.3%  |         |
| 총투표수 | 총투표수 | 총투표수 | 6,889  |         |

3파전으로 치러진 대표 선거에서 이용길이 43.8%의 지지율로 당선됐다. 2위는 28.9% 지지율의 김현우, 3위는 27.3%의 금민이었다. 부대표에는 박은지, 이봉화, 정진우, 장석준이 선출됐다. 약 6800명의 당권자 중 3987명이 투표해 투표율은 58.5%를 기록했다.

### 2013년 6월 진보신당 임시 당 대회
2013년 6월 23일, 전국위 결의에 따라 새당명 당원 전수조사 진행을 통해 '녹색사회노동당'에 대한 선호도가 가장 높게 나타남에 따라 녹색사회노동당이 최종 후보로 당대회에 상정되었다. 그러나 이 당명은 재석 233명 중 154명의 찬성으로 부결되었으며, 이후 진보신당은 구 사회당 계의 조직적 비토 및 이 과정에서의 부정 투표 논란 등을 겪게 되었다.

### 2013년 7월 진보신당 임시 당 대회
2013년 7월 21일, 진보신당 대회는 노동당, 무지개사회당, 적록당, 평등노동당, 평등당, 평등사회당, 평화노동당, 해방당 등 8개 후보를 대상으로 선호투표를 실시해 6차에 걸친 투표 결과, 재적 대의원 252명 중 169명의 찬성을 얻은 '노동당'을 새 당명으로 결정하고 '노동당 선언'을 발표함으로써 재창당 절차를 끝맺었다.

### 이후 기록
노동당 (대한민국) 문서를 참조하라

## 미디어

### 음악
진보신당에서는 당가 경연대회에 응모된 당원들의 작품들과 기타 선거유세 등에 사용하기 위해 작곡한 노래를 '정보공유라이선스 2.0 허용'에 준해 배포하였다.
- 보다 적색으로! 보다 녹색으로! (구정모 작곡)
- 진보신당 랄랄라쏭
- MB는 왜 몰라
- 진보신당과 함께 (이기중 작곡)
- 진보신당 - 평등, 평화, 생태, 연대
- 함께! 진보신당!

### 소식지 발행
당원들이 자유로운 주제로 쓴 글을 한/글 형식과 PDF형식의 소식지 《주간 진보신당》에 실었으며, 소식지는 매주 금요일에 발행 하여 당원들에게 전자우편으로 발송한 바 있다.

### 공약설명책 제작
진보신당에서는 2010년 6월 2일에 시행된 지방선거 공약들을 서민들의 실제생활과 관련된 주제들인 기획재정, 교육, 복지, 노동등에 걸쳐 설명한 공약설명책을 제작하였다.

## 같이 보기
- 노동당 (대한민국)